# Calligonum alatosetosum
Calligonum alatosetosum är en slideväxtart som beskrevs av Maassoumi & Kazempour. Calligonum alatosetosum ingår i släktet Calligonum och familjen slideväxter. Inga underarter finns listade i Catalogue of Life.